# Sant Salvador de Terrades
Sant Salvador de Terrades és una ermita situada al veïnat de muntanya de Cànoves, al terme municipal de Cànoves i Samalús (Vallès Oriental), inclosa en l'Inventari del Patrimoni Arquitectònic de Catalunya.
S'hi celebra un aplec el primer diumenge d'agost.

## Descripció

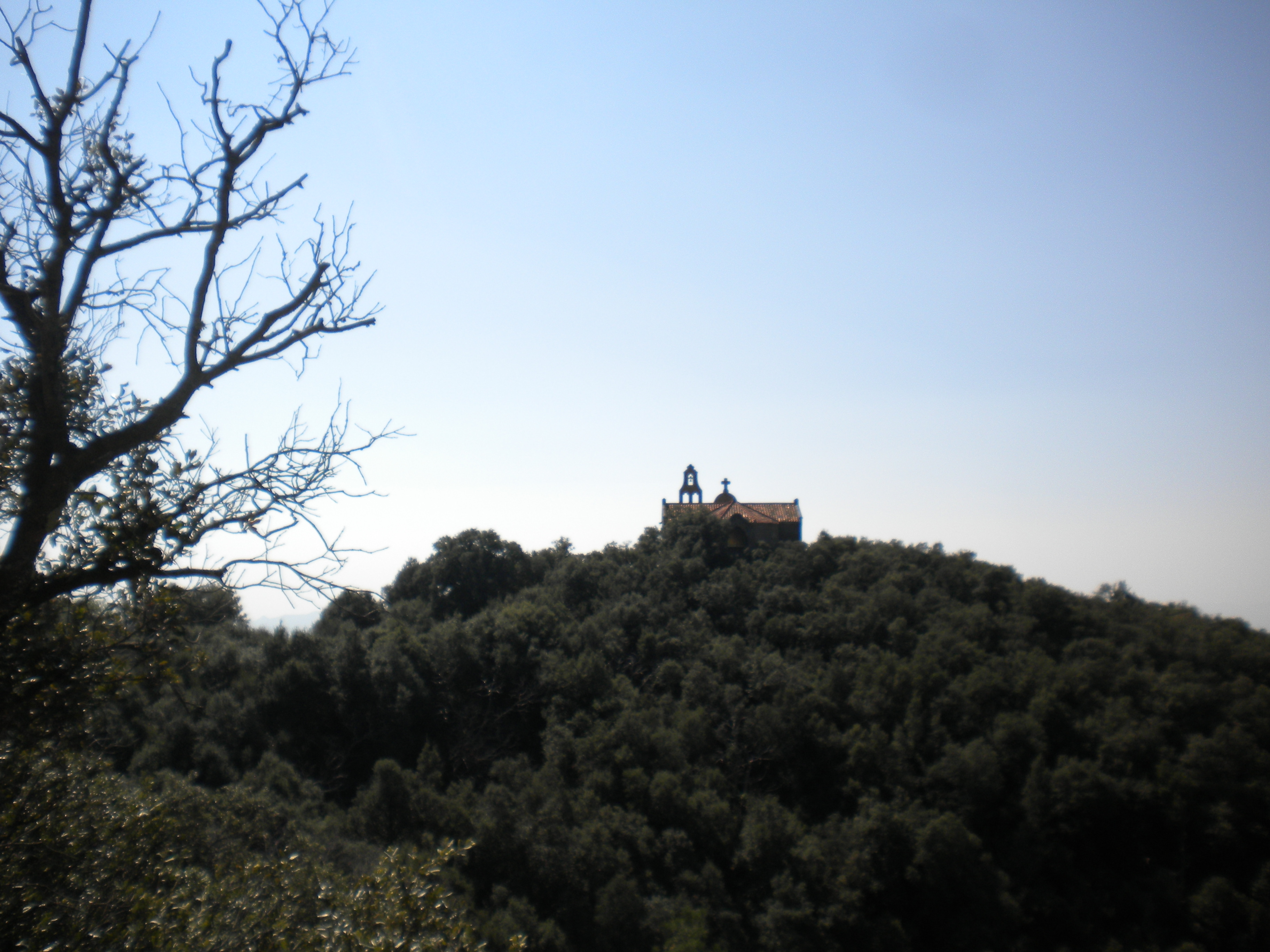
Turó de Sant Salvador de Terrades

Edifici d'una sola nau amb creuer i absis pentagonal. La coberta és composta: el tros de la nau i el creuer és a doble vessant, una en sentit longitudinal i l'altre transversal, i l'absis té cinc vessants que concorren en un sol punt. La façana està emmarcada per una mena de pilastres que acaben en arquets cecs. En el centre hi ha un gran arc apuntat i en el seu interior la porta allindana i tres finestres d'arc apuntat. A banda i banda hi ha dues finestres d'arc rodó. El capcer és un gran arc parabòlic rematat per una creu de pedra. A la dreta, damunt el creuer, hi ha el campanar de paret amb tres obertures d'arc de mig punt. En el creuer i en el centre de l'absis s'obren grans finestres d'arc apuntat.

## Història
L'ermita forma part d'un veïnat de masies cap al vessant meridional del turó del Pi Novell. Es té constància de l'existència d'una ermita en aquest lloc des de l'any 1226, possiblement fundada pels senyors del castell de Cànoves. L'edifici actual es va aixecar de nou l'any 1930 sota la direcció de l'arquitecte Josep Maria Pericas i Morros. És d'estil neogòtic amb alguns elements del romànic.
L'ermita fou construïda per capritx de Rafael Morató i Senesteva, adinerat industrial barceloní amb interessos tèxtils i naviliers. Fou soci de Foment del Treball Nacional i presidí en tres etapes el Reial Club Marítim de Barcelona (1909-15, 1917-19 i 1933-36), del que finalment en fou nomenat President Honorari. Va ser regidor de l’Ajuntament de Barcelona (1930) i va rebre la Placa d'or del Mèrit Naval. Fou assassinat el 1937 en el context de la Guerra Civil Espanyola.
L'ermita formava part de la seva finca Can Quintana. Acabada la Guerra Civil, la finca passà a mans de la família Volart, qui va fer donació de la capella al Bisbat. Durant el transcurs de l’any 2015, el Bisbat retornà l'ermita a la família Volart.